# Gomphochernes communis
Espèce
Synonymes
- Chelifer communis Balzan, 1888

Gomphochernes communis est une espèce de pseudoscorpions de la famille des Chernetidae.

## Distribution
Cette espèce se rencontre en Argentine, en Uruguay, au Paraguay, au Brésil, au Pérou, en Équateur, en Colombie, au Venezuela, à Trinité-et-Tobago, à Saint-Vincent-et-les-Grenadines, en République dominicaine et au Mexique.

## Publication originale
- Balzan, 1888 : Osservazioni morfologiche e biologiche sui Pseudo-Scorpioni del Bacino dei Fiumi Paranà e Paraguay. Asuncion.